# 19572 Leahmarie
19572 Leahmarie è un asteroide della fascia principale. Scoperto nel 1999, presenta un'orbita caratterizzata da un semiasse maggiore pari a 2,3146173 UA e da un'eccentricità di 0,1267407, inclinata di 7,14739° rispetto all'eclittica.